# Ivan Pišvejc
Ivan Pišvejc, né en 1978, est un kayakiste tchèque pratiquant le slalom.

## Palmarès

### Championnats du monde de canoë-kayak slalom
- 2009 à La Seu d'Urgell,  Espagne
  -  Médaille d'or en relais 3xK1
- 2007 à Foz do Iguaçu,  Brésil
  -  Médaille de bronze en relais 3xK1
- 2002 à Bourg-Saint-Maurice,  France
  -  Médaille de bronze en K1

### Championnats d'Europe de canoë-kayak slalom
- 2004 à Skopje,  Macédoine
  -  Médaille de bronze en relais 3 × K1